# Beijing Guitar Duo
Beijin Guitar Duo é uma renomada dupla de violonistas chinesas que toca música acústica instrumental, formada por Meng Su e Yameng Wang.
Segundo a revista Classical Guitar Magazine, sua música "funde habilidade técnica sem esforço com sua profundiade musical.
Em uma entrevista dada em 2011, no Finland’s Tampere International Guitar Festival, elas explicaram que "seus colegas músicos chineses costumam brincar que a paixão pela música sul-americana provavelmente vem do fato de que elas são brasileiras renascidas".

## Biografia
Composto por Meng Su e Wang Yameng, o Beijin Guitar Duo se formou no Conservatório Central de Pequim, China, onde ambas estudaram (e se conheceram) com o professor aclamado Chen Zhi.

## Discografia
- 2009 - Maracaípe
- 2011 - Bach to Tan Dun

## Prêmios
- Solomon H. Snyder Award (Vencedoras)[5]
- 2010 - "Best Contemporary Classical Composition" por "Maracaípe" (Indicação)[5]